# Nhún cầu vai

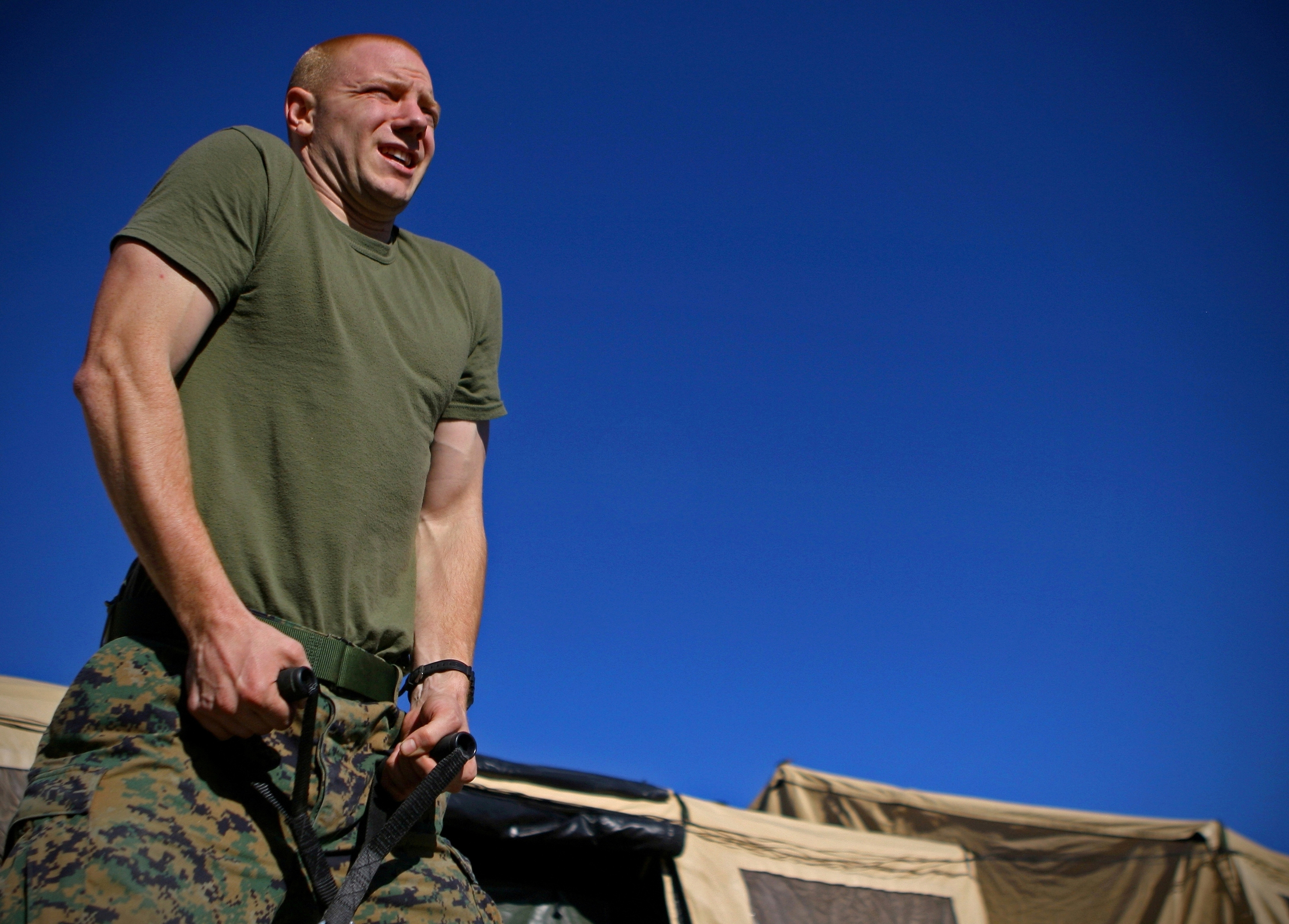
Bài tập nhún cầu vai trong quân đội Mỹ

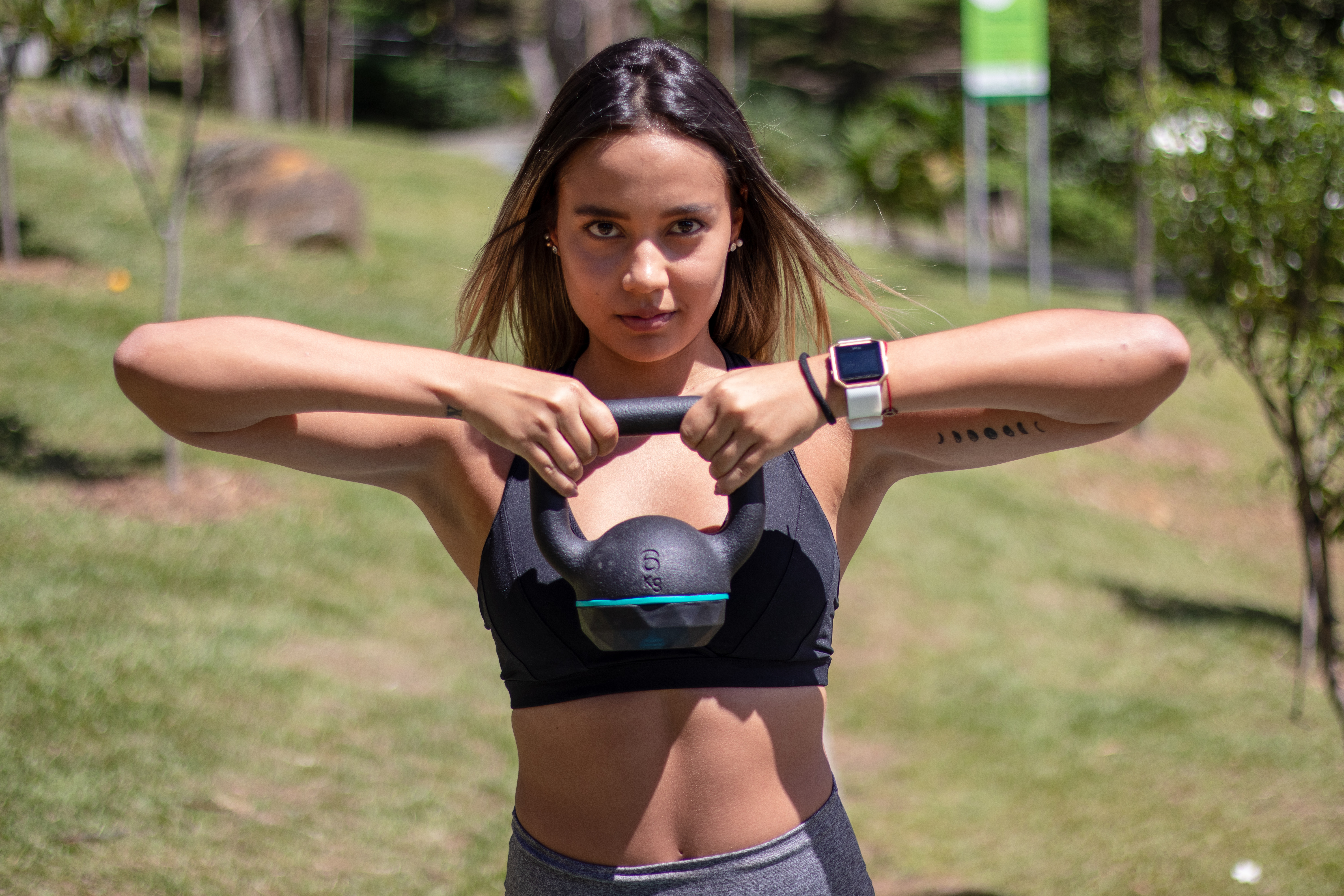
Bài tập nhún cầu vai Dumbbell High Pull với tạ nắp ấm (kettle bell)

Nhún cầu vai (Shoulder shrug) là một bài tập trong tập tạ được sử dụng để phát triển cơ thang trên (cơ Trapezius) hay còn gọi là cơ nâng vai hay cơ cầu vai. Bài tập nhún vai có thể giúp tăng cường cơ cổ và cơ vai, giúp giảm đau cổ. Cơ cốt lõi được kích hoạt trong khi nhún vai là cơ thang trên (cơ nâng vai hay cơ cầu vai). Cơ cầu vai là nhóm cơ nằm ở giữa phần cổ và phần vai, có tác dụng hỗ trợ chuyển động của phần cổ và các chuyển động kéo của vai và có tác dụng hỗ trợ rất lớn cho các bài tập của nhiều nhóm cơ khác. Cơ cầu vai hay còn gọi là cơ thang trên được chia thành ba phần chính, cầu vai trên, cầu vai dưới và cầu vai giữa. Mỗi phần sẽ có những nhiệm vụ khác nhau, cầu vai trên giúp vai nhấc lên dễ dàng hơn, cầu vai dưới sẽ kéo bả vai xuống dưới và vào trong, cơ cầu vai giữa có tác dụng đưa hai bả vai sát lại gần nhau. Để tập luyện cơ cầu vai hiệu quả thì nên luân phiên lựa chọn những bài tập trên để tác động lên cả ba phần chính của cơ cầu vai hiệu quả.

## Thực hiện
Bài tập cơ cầu vai Dumbbell Shrug là bài tập nhún vai với tạ đôi được nhiều người tập áp dụng có hiệu quả. Với bài tập này, người tập đứng thẳng, mỗi tay cầm một tạ đôi, tay duỗi dọc thân và lòng bàn tay hướng vào trong và hít vào thật sâu, sau đó, cố gắng nâng vai càng cao càng tốt để nâng tạ lên trong khi đó thở ra, tại vị trí vai nâng lên thì giữ khoảng 1-2 giây rồi hạ vai xuống và hít vào, lặp lại các động tác đến khi đủ số lần tập luyện. Bài tập Barbell Shrugs là bài tập nhún vai với tạ đòn, cũng thực hiện tương tự như bài tập Dumbbell Shrug nhưng thay tạ đôi bằng tạ đòn. Người tập bắt đầu với tư thế đứng thẳng, chân rộng bằng vai, tạ đòn giữ phía trước và lòng bàn tay hướng vào phía trong đùi, khoảng cách giữa 2 cánh tay cần rộng hơn vai, cố gắng đưa vai về gần vị trí lỗ tai. Người mới tập có thể dùng đai trợ cổ tay. Khi vào bài thì cố gắng nâng vai cao nhất có thể và thở ra đồng thời giữ vai ở vị trí này trong 1-2 giây. Khi nâng tạ cánh tay duỗi thẳng, không nâng bằng lực của bắp tay, sau đó, hạ tạ đòn xuống vị trí ban đầu và lặp lại động tác đến khi đủ số lần.
Khi vào bài tập, người nâng đứng thẳng, hai tay dang rộng bằng vai, từ từ nâng vai lên cao nhất có thể, sau đó từ từ hạ xuống, không uốn cong khuỷu tay hoặc di chuyển cơ thể chút nào. Người nâng tạ có thể không có phạm vi biên độ chuyển động lớn như khi thực hiện động tác nhún vai bình thường để có sự linh hoạt chủ động. Thường thì động tác này được coi là đạt yêu cầu nếu độ dốc của vai nằm ngang ở vị trí nâng cao. Những thiết bị để tập bài này gồm tạ đòn (barbell), tạ tay (dumbbell), thanh tạ (trap bar), dây kháng lực (resistance band), thanh song song, hoặc là một máy thợ rèn (Smith machine) có thể được sử dụng để tạo sức kháng lực, và có thể sử dụng tay cầm trên, trong, ngoài, dưới hoặc tổng hợp các kiểu. Có thể giữ tạ đòn ở phía trước đùi, tựa vào cơ tứ đầu đùi, hoặc phía sau, tựa vào cơ gân kheo. Sử dụng những cách này không bao gồm tay cầm bên trong và bên ngoài. Một hoặc hai cái tạ đơn hoặc tạ ấm cũng có thể được sử dụng cho bài này trong tư thế cùng nhau hoặc đối diện nhau. Một thanh bẫy (trapbar) cũng có thể được sử dụng cho bài tập, đòi hỏi phải có tay cầm bên trong, ngoài ra, máy nâng bắp chân đứng cũng có thể được sử dụng để thực hiện động tác chuyển động nhún vai bằng cách đặt miếng đệm lên vai và cố gắng nâng vai lên cao nhất có thể.
Nhún vai là một bài tập thể dục phổ biến giúp tăng cường cơ vai và cả cánh tay trên. Các cơ chính mà động tác nhún vai tác động lên là cơ thang. Các cơ này nằm ở hai bên cổ mà chúng kiểm soát chuyển động của bả vai cũng như lưng trên và cổ. Thông qua bài tập nhún vai, các cơ sẽ trở lên săn chắc giúp kéo vai về phía sau, ổn định cổ và lưng trên. Các chuyển động hàng ngày như nâng, vươn người, cúi người và thậm chí là ngồi sẽ hiệu quả hơn và an toàn hơn khi cơ thang săn chắc và khỏe mạnh. Ngoài ra, hoạt động cơ vai tốt cũng có thể giúp thực hiện được các bài tập thể dục có cường độ cao hơn như nâng tạ, bài tập nhún vai có tác dụng chữa đau cổ mãn tính. Bài tập nhún vai đem lại nhiều lợi ích cho các cơ vai, cổ và lưng, nhất là đối với những người làm công việc văn phòng, khi phần lớn thời gian trong ngày họ ưỡn cổ về phía trước, vai thõng xuống và mắt tập trung vào màn hình trước mặt, theo thời gian tư thế này sẽ ảnh hưởng khá nhiều đến cơ cổ và vai, cho nên một bài tập thể dục như nhún vai là giải pháp hiệu quả để giảm căng cơ ở cổ, vai và lưng trên. Lưu ý không cuộn vai khi đang thực hiện động tác nhún vai, đặc biệt là khi tập với tạ.